# Dear Evan Hansen
Ne doit pas être confondu avec Cher Evan Hansen (film).
Dear Evan Hansen (en français : Cher Evan Hansen) est une comédie musicale américaine écrite par Benj Pasek, Justin Paul et Steven Levenson,. La comédie musicale suit Evan Hansen, un lycéen souffrant d'anxiété sociale, « qui s'invente un rôle important dans une tragédie qu'il n'a pas mérité ».
Elle est jouée à Broadway au Music Box Theatre en décembre 2016 après une première au Arena Stage de Washington en juillet 2015 et en off-Broadway au Second Stage Theatre de mars à mai 2016. Le spectacle se termine le 18 septembre 2022.
Dear Evan Hansen est nommée neuf fois lors de la 71e cérémonie des Tony Awards. Elle remporte six prix dont celui de la meilleure comédie musicale, de la meilleure partition originale, du meilleur acteur de comédie musicale pour Ben Platt et du meilleur second rôle pour Rachel Bay Jones.
Une adaptation cinématographique est réalisée par Stephen Chbosky et coproduite par Marc Platt, le père de Ben Platt, qui reprend son interprétation dans le rôle-titre. Produit par Universal Pictures le film sort le 24 septembre 2021 et, est une déception au box-office et reçoit des critiques négatives. Ce phénomène, combiné à la baisse des ventes de billets due à la Pandémie de Covid-19, est l'un des principaux facteurs qui entraîne l'arrêt des productions de Broadway et du West End.
Une première production française est annoncée pour l'automne 2025 au théâtre de la Madeleine à Paris. Avec Olivier Solivérès à la mise en scène et l'adaptation des paroles en français par Hoshi, Frédéric Strouck et David Sauvage. La distribution est composée de Kevin Barnachea, Fanny Chelim, Armonie Coiffard, Antoine Galey, Antoine Le Provost, Michel Lerousseau, Lou Nagy, Sandrine Seubille.

## Numéros musicaux
| Acte I - "Anybody Have a Map?" – Heidi, Cynthia - "Waving Through a Window" – Evan - "Waving Through a Window" (Reprise #1)* – Evan - "Waving Through a Window" (Reprise #2)* – Alana - "For Forever" – Evan - "Sincerely, Me" – Connor, Evan, Jared - "Requiem" – Zoe, Cynthia, Larry - "If I Could Tell Her" – Evan, Zoe - "Disappear" – Connor, Evan, Alana, Jared, Larry, Cynthia, Zoe - "You Will Be Found" – Evan, Alana, Jared, Zoe, la troupe, VC | Acte II - "Sincerely, Me" (Reprise)* – Connor, Jared - "To Break in a Glove" – Larry, Evan - "Only Us" – Zoe, Evan - "Good for You" – Heidi, Alana, Jared, Evan - "For Forever" (Reprise)* – Connor - "You Will Be Found" (Reprise)* – Alana, Jared, VC (virtual community) - "Words Fail" – Evan - "So Big/So Small" – Heidi - "Finale" – Evan, le troupe |

*Ne figure pas sur l'enregistrement du casting originel de Broadway

## Récompenses et nominations

### Production originale Washington, D.C.
| Année | Cérémonie         | Catégorie                                                    | Nommés                                                         | Résultat   |
| ----- | ----------------- | ------------------------------------------------------------ | -------------------------------------------------------------- | ---------- |
| 2016  | Helen Hayes Award | Outstanding Musical—HAYES Production                         | Outstanding Musical—HAYES Production                           | Lauréat    |
| 2016  | Helen Hayes Award | Outstanding Direction of a Musical—HAYES Production          | Michael Greif                                                  | Lauréat    |
| 2016  | Helen Hayes Award | Outstanding Supporting Actress in a Musical—HAYES Production | Laura Dreyfuss                                                 | Nomination |
| 2016  | Helen Hayes Award | Outstanding Supporting Actress in a Musical—HAYES Production | Jennifer Laura Thompson                                        | Nomination |
| 2016  | Helen Hayes Award | Outstanding Ensemble in a Musical—HAYES Production           | Outstanding Ensemble in a Musical—HAYES Production             | Lauréat    |
| 2016  | Helen Hayes Award | Outstanding Lighting Design—HAYES Production                 | Japhy Weideman                                                 | Nomination |
| 2016  | Helen Hayes Award | Outstanding Musical Direction—HAYES Production               | Ben Cohn                                                       | Nomination |
| 2016  | Helen Hayes Award | Outstanding Set Design—HAYES Production                      | David Kornis (Set Design) et Peter Nigrini (Projection Design) | Nomination |

### Production originale off-Broadway
| Année | Cérémonie                                                                | Catégorie                                                                | Nommés                                                                  | Résultat   |
| ----- | ------------------------------------------------------------------------ | ------------------------------------------------------------------------ | ----------------------------------------------------------------------- | ---------- |
| 2016  | The Charles MacArthur Award for Outstanding Original New Play or Musical | The Charles MacArthur Award for Outstanding Original New Play or Musical | Steven Levenson (Livre), Benj Pasek et Justin Paul (Paroles et musique) | Nomination |
| 2016  | Outer Critics Circle Awards                                              | Outstanding New Off-Broadway Musical                                     | Outstanding New Off-Broadway Musical                                    | Lauréat    |
| 2016  | Outer Critics Circle Awards                                              | Outstanding New Score (Broadway or Off-Broadway)                         | Benj Pasek et Justin Paul                                               | Nomination |
| 2016  | Outer Critics Circle Awards                                              | Outstanding Book of a Musical (Broadway or Off-Broadway)                 | Steven Levenson                                                         | Lauréat    |
| 2016  | Outer Critics Circle Awards                                              | Outstanding Director of a Musical                                        | Michael Greif                                                           | Nomination |
| 2016  | Outer Critics Circle Awards                                              | Outstanding Actor in a Musical                                           | Ben Platt                                                               | Nomination |
| 2016  | Outer Critics Circle Awards                                              | Outstanding Projection Design (Play or Musical)                          | Peter Nigrini                                                           | Nomination |
| 2016  | Off Broadway Alliance Awards                                             | Best New Musical                                                         | Best New Musical                                                        | Nomination |
| 2016  | Drama League Awards                                                      | Outstanding Production of a Broadway or Off-Broadway Musical             | Outstanding Production of a Broadway or Off-Broadway Musical            | Nomination |
| 2016  | Drama League Awards                                                      | Distinguished Performance                                                | Ben Platt                                                               | Nomination |
| 2016  | Drama Desk Awards                                                        | Outstanding Lyrics                                                       | Benj Pasek et Justin Paul                                               | Lauréat    |
| 2016  | Drama Desk Awards                                                        | Outstanding Featured Actress in a Musical                                | Rachel Bay Jones                                                        | Nomination |
| 2016  | Drama Desk Awards                                                        | Outstanding Projection Design                                            | Peter Nigrini                                                           | Nomination |
| 2016  | Obie Awards                                                              | Obie Award for Musical Theatre                                           | Steven Levenson (Book), Benj Pasek and Justin Paul (Lyrics & Music)     | Lauréat    |
| 2016  | Obie Awards                                                              | Obie Award for Distinguished Performance by an Actor                     | Ben Platt                                                               | Lauréat    |
| 2017  | Lucille Lortel Awards                                                    | Outstanding Musical                                                      | Outstanding Musical                                                     | Nomination |
| 2017  | Lucille Lortel Awards                                                    | Outstanding Lead Actor in a Musical                                      | Ben Platt                                                               | Lauréat    |
| 2017  | Lucille Lortel Awards                                                    | Outstanding Featured Actress in a Musical                                | Rachel Bay Jones                                                        | Lauréat    |
| 2017  | Lucille Lortel Awards                                                    | Outstanding Projection Design                                            | Peter Nigrini                                                           | Nomination |

### Production originale de Broadway

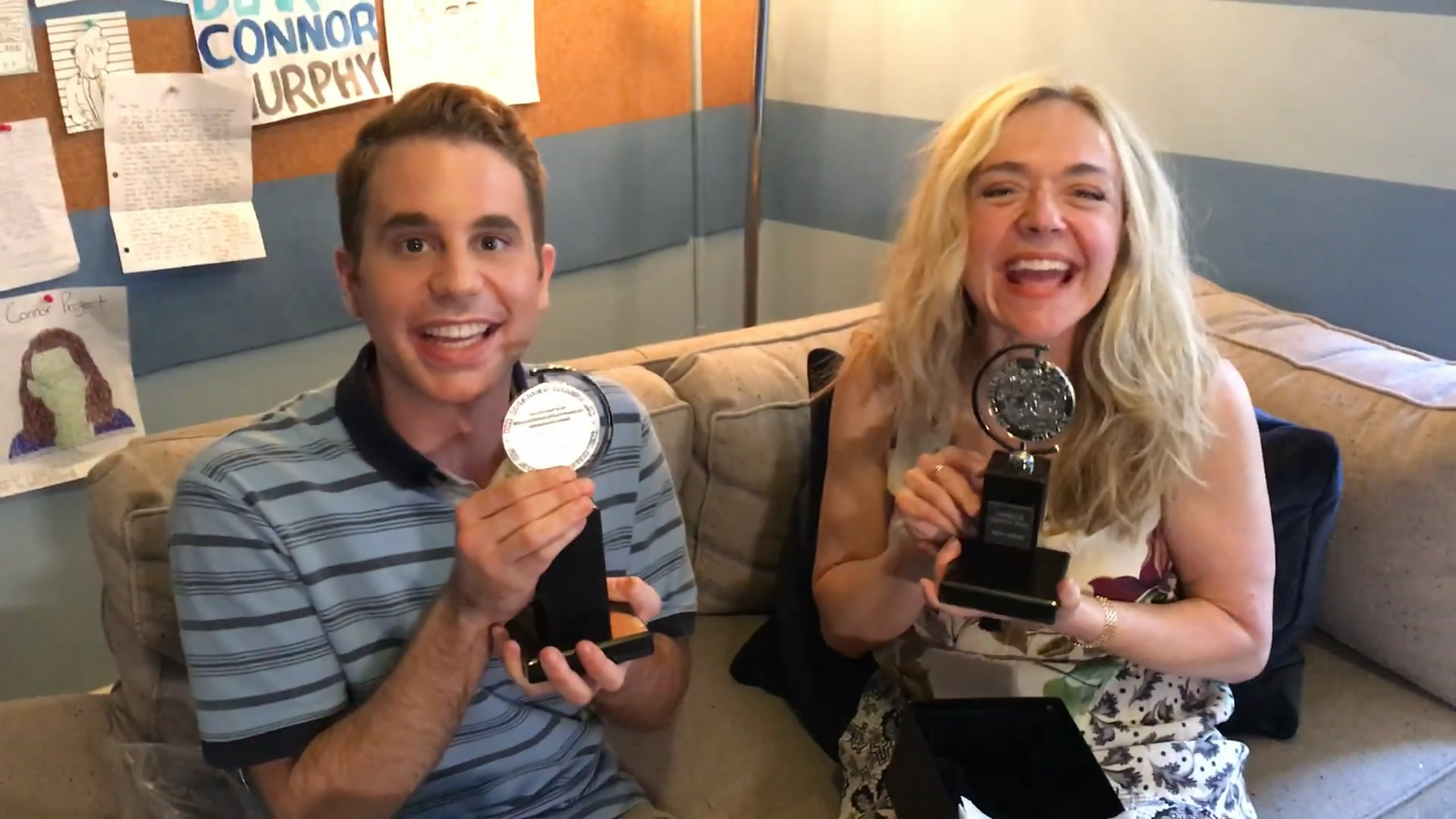
Ben Platt et Rachel Bay Jones avec leurs Tony Awards.

| Année | Cérémonie            | Catégorie                                                       | Nommés | Résultat   |
| ----- | -------------------- | --------------------------------------------------------------- | --- | ---------- |
| 2017  | Tony Awards          | Best Musical                                                    | Best Musical | Lauréat    |
| 2017  | Tony Awards          | Best Book of a Musical                                          | Steven Levenson | Lauréat    |
| 2017  | Tony Awards          | Best Original Score                                             | Benj Pasek and Justin Paul | Lauréat    |
| 2017  | Tony Awards          | Best Performance by a Leading Actor in a Musical                | Ben Platt | Lauréat    |
| 2017  | Tony Awards          | Best Performance by an Actor in a Featured Role in a Musical    | Mike Faist | Nomination |
| 2017  | Tony Awards          | Best Performance by an Actress in a Featured Role in a Musical  | Rachel Bay Jones | Lauréat    |
| 2017  | Tony Awards          | Best Lighting Design of a Musical                               | Japhy Weideman | Nomination |
| 2017  | Tony Awards          | Best Direction of a Musical                                     | Michael Greif | Nomination |
| 2017  | Tony Awards          | Best Orchestrations                                             | Alex Lacamoire | Lauréat    |
| 2017  | Drama League Awards  | Outstanding Production of a Broadway or Off-Broadway Production | Outstanding Production of a Broadway or Off-Broadway Production | Lauréat    |
| 2017  | Drama League Awards  | Distinguished Performance                                       | Ben Platt | Lauréat    |
| 2017  | Drama League Awards  | Distinguished Performance                                       | Rachel Bay Jones | Nomination |
| 2018  | Grammy Awards,       | Best Musical Theater Album                                      | Laura Dreyfuss, Mike Faist, Rachel Bay Jones, Kristolyn Lloyd, Michael Park, Ben Platt, Will Roland et Jennifer Laura Thompson (principaux solistes); Pete Ganbarg, Alex Lacamoire, Stacey Mindich, Benj Pasek et Justin Paul (producteurs); Benj Pasek and Justin Paul (composers/lyricists) | Lauréat    |
| 2018  | Daytime Emmy Awards, | Outstanding Musical Performance in a Daytime Program            | Ben Platt et the Cast of Dear Evan Hansen "You Will Be Found" (performed on Today) | Lauréat    |

### Production originale de Londres
| Année | Cérémonie                     | Catégorie                                      | Nommés                                    | Résultat   |
| ----- | ----------------------------- | ---------------------------------------------- | ----------------------------------------- | ---------- |
| 2019  | Critics' Circle Theater Award | Most Promising Newcomer                        | Sam Tutty                                 | Lauréat    |
| 2020  | Laurence Olivier Awards       | Best New Musical                               | Best New Musical                          | Lauréat    |
| 2020  | Laurence Olivier Awards       | Best Actor in a Leading Role in a Musical      | Sam Tutty                                 | Lauréat    |
| 2020  | Laurence Olivier Awards       | Best Actor in a Supporting Role in a Musical   | Jack Loxton                               | Nomination |
| 2020  | Laurence Olivier Awards       | Best Actor in a Supporting Role in a Musical   | Rupert Young                              | Nomination |
| 2020  | Laurence Olivier Awards       | Best Actress in a Supporting Role in a Musical | Lucy Anderson                             | Nomination |
| 2020  | Laurence Olivier Awards       | Best Actress in a Supporting Role in a Musical | Lauren Ward                               | Nomination |
| 2020  | Laurence Olivier Awards       | Best Original Score or New Orchestrations      | Alex Lacamoire, Benj Pasek et Justin Paul | Lauréat    |
| 2020  | WhatsOnStage Awards           | Best New Musical                               | Best New Musical                          | Nomination |
| 2020  | WhatsOnStage Awards           | Best Actor in a Musical                        | Sam Tutty                                 | Lauréat    |
| 2020  | WhatsOnStage Awards           | Best Supporting Actor in a Musical             | Jack Loxton                               | Lauréat    |